# Шилингсфирст
Шилингсфирст (њем. Schillingsfürst) град је у њемачкој савезној држави Баварска. Једно је од 58 општинских средишта округа Ансбах. Према процјени из 2010. у граду је живјело 2.774 становника. Посједује регионалну шифру (AGS) 9571198.

## Географски и демографски подаци
Шилингсфирст се налази у савезној држави Баварска у округу Ансбах. Град се налази на надморској висини од 516 метара. Површина општине износи 27,5 km². У самом граду је, према процјени из 2010. године, живјело 2.774 становника. Просјечна густина становништва износи 101 становника/km².

## Међународна сарадња
| Мјесто  | Држава    | Врста сарадње | Од    |
| ------- | --------- | ------------- | ----- |
| Шамбере | Француска | партнерство   | 1990. |
| Извор   |           |               |       |